# Kosmoceratops
Kosmoceratops ("zdobená rohatá tvář") byl rod býložravého ceratopsidního dinosaura, který žil v období geologického stupně svrchní křídy kampánu asi před 76 až 75 milióny let. Fosilie tohoto dinosaura byly objeveny na území Utahu (USA), v sedimentech geologického souvrství Kaiparowits (území dnešního Grand Staircase-Escalante National Monument).

## Popis
Tento rohatý dinosaurus měl lebeční límec zdoben převislými, dopředu padajícími růžky, čemuž také vděčí za svůj vědecký název. Dosahoval délky kolem 4,5 až 5 metrů a hmotnosti asi 1200 kilogramů. Byl popsán spolu s dalšími dvěma novými rody ceratopsidů – Utahceratops a Vagaceratops. Typový druh K. richardsoni byl popsán paleontologem Scottem D. Sampsonem a jeho kolegy v roce 2010.
Mezi hlavní predátory tohoto ceratopsida mohl patřit velký tyranosauridní teropod druhu Teratophoneus curriei.